# Black Friday (película de 1940)
Black Friday (en España: Viernes 13) es una película de terror estadounidense de 1940 dirigida por Arthur Lubin y protagonizada por Boris Karloff y Bela Lugosi.

## Argumento
El Dr. Ernest Sovac es sacado de su celda para su ejecución, mientras habla con un reportero, que cuenta su historia, de camino a su ejecución.
Algún tiempo antes, el mejor amigo de Sovac, el profesor universitario aficionado a los libros George Kingsley, es atropellado mientras cruza una calle. Para salvar la vida de su amigo, Sovac implanta parte del cerebro de otro hombre en el del profesor. Desafortunadamente, el donante era un gánster que estuvo involucrado en el accidente y que, según la policía, se dirigía a la silla eléctrica. El profesor se recupera pero por momentos se comporta como el mafioso. Sovac está horrorizado a la vez que intrigado, porque el gánster había escondido 500 000 dólares en algún lugar de la ciudad de Nueva York. El médico continúa tratando a su amigo y lo convence de que se tome unas vacaciones en Nueva York; Sovac espera que esto reviva la memoria del gánster para que Kingsley lo lleve a la fortuna que espera invertir en un nuevo laboratorio. Desafortunadamente para los planes del doctor, el cambio de personalidad del profesor se vuelve más extremo, incluso tramando venganza contra otros miembros de su antigua banda. Cuando Kingsley (comportándose como un gánster) intenta asesinar a la hija del médico, Sovac lo mata a tiros.
Volviendo al presente, Sovac es ejecutado.

## Reparto
- Boris Karloff - Dr. Ernest Sovac
- Stanley Ridges - Profesor George Kingsley/Red Cannon
- Bela Lugosi - Eric Marnay
- Anne Nagel - Sunny Rogers
- Anne Gwynne - Jean Sovac
- Virginia Brissac - Mrs. Margaret Kingsley
- Edmund MacDonald - Frank Miller
- Paul Fix - William Kane
- Murray Alper - Bellhop
- Gonzalo Meroño - Richard Steward